# 郑奎福
郑奎福，中华人民共和国政治人物。
担任农业劳模、柳河县四区高油坊村友谊农业生产合作社主任。1954年，当选第一届全国人民代表大会代表。